# Żuławki (województwo pomorskie)
Żuławki (kaszb. Żëławké, niem. Fürstenwerder) – wieś w Polsce położona w województwie pomorskim, w powiecie nowodworskim, w gminie Stegna na obszarze Żuław Wiślanych. Wieś jest siedzibą sołectwa Żuławki w którego skład wchodzi również miejscowość Książęce Żuławy.
Wieś królewska położona była w II połowie XVI wieku w województwie malborskim. W latach 1975–1998 miejscowość administracyjnie należała do województwa elbląskiego.
Wieś w 2015 r. trafiła na listę „50 najciekawszych wsi w Polsce”, która została przygotowana przez Polską Sieć Rozwoju i Odnowy Wsi pod auspicjami Ministerstwa Rolnictwa i Rozwoju Wsi. Głównym powodem wyróżnienia Żuławek było zachowanie dużej liczby obiektów zabytkowych charakterystycznych dla architektury chłopskiej Żuław Wiślanych z XVIII i XIX wieku.

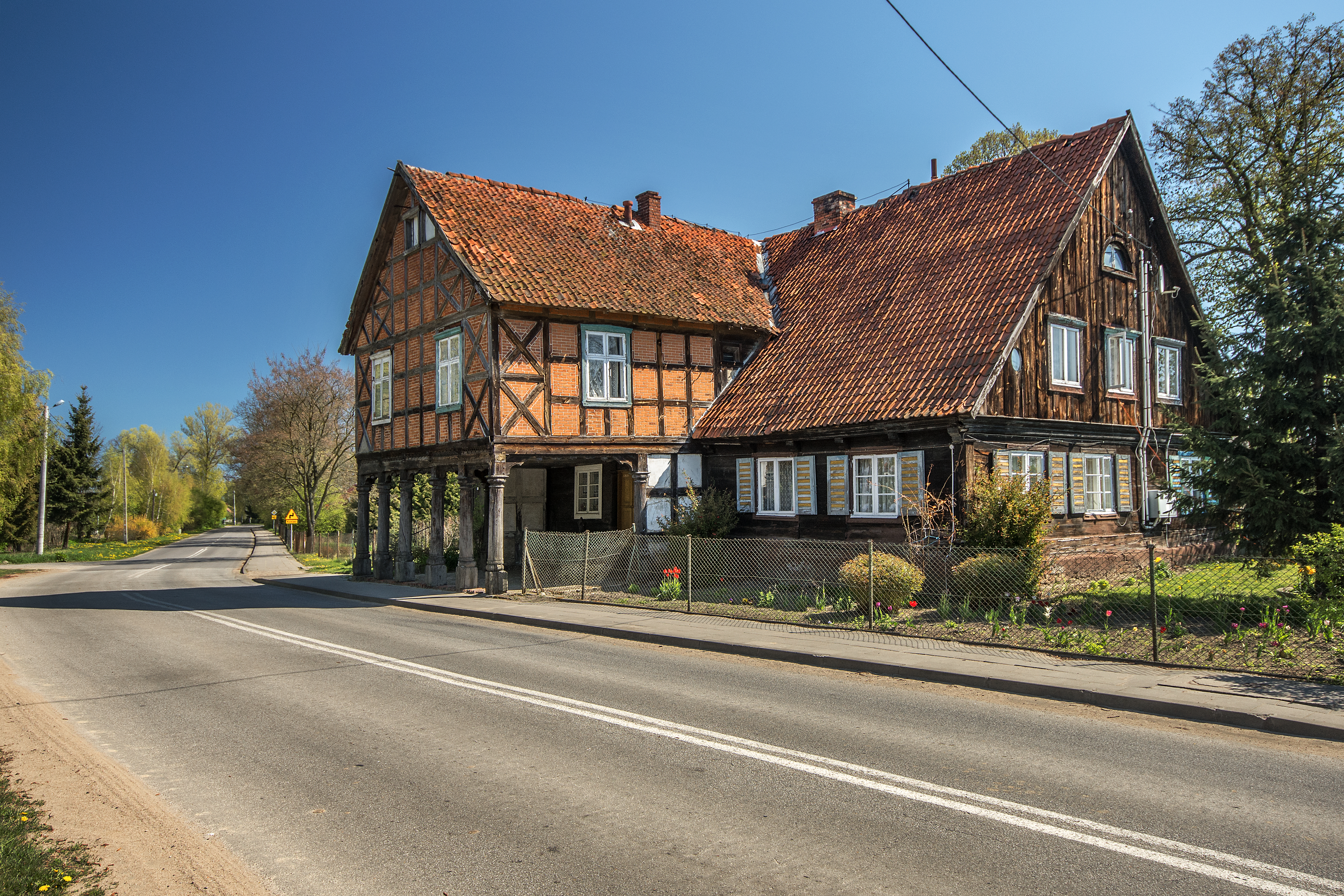
Dom podcieniowy nr 32/33

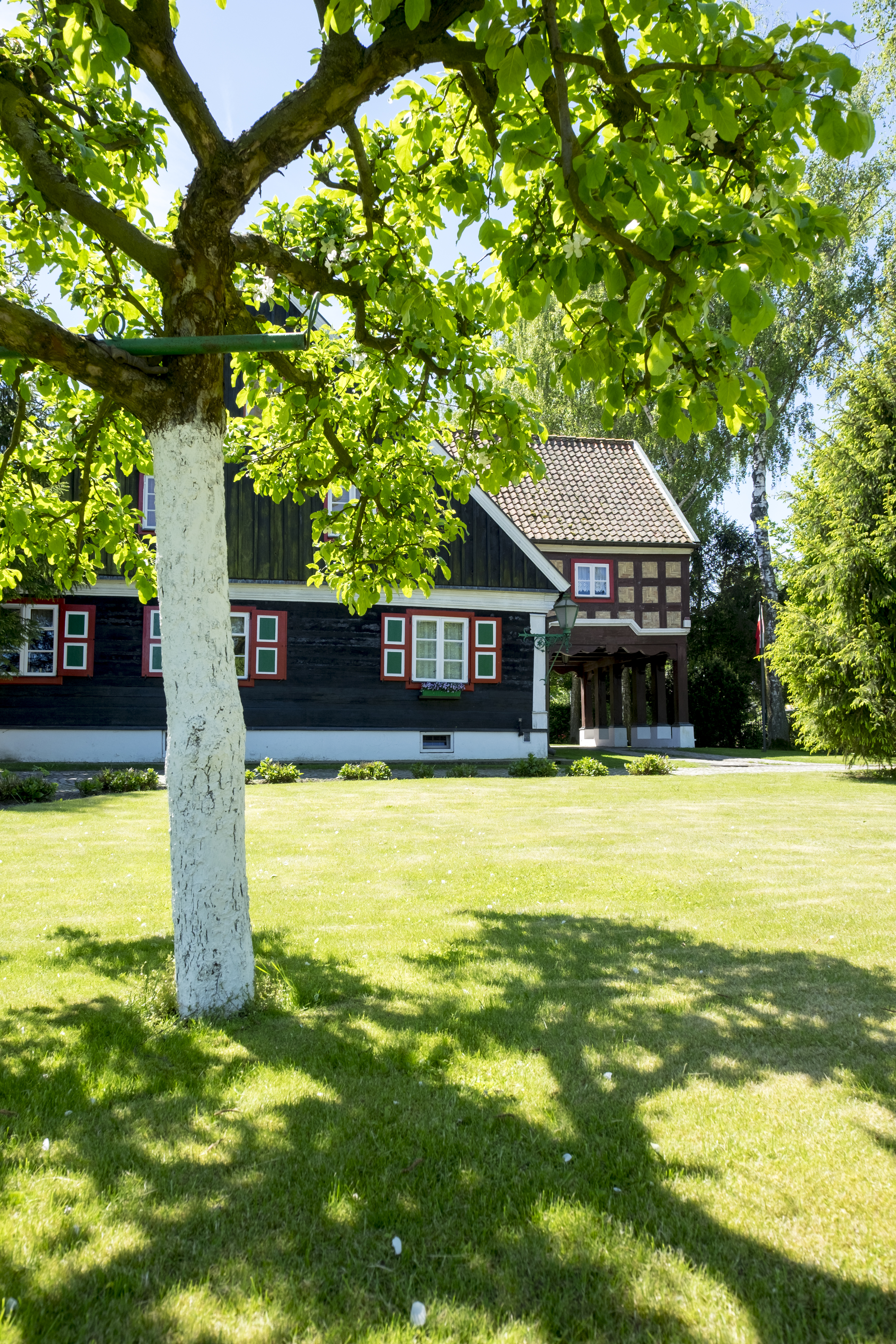
Dom podcieniowy nr 6 w Żuławkach, tzw. Danziger Kopf

## Historia
Lokacja wsi Żuławki została dokonana przez Wielkiego Mistrza Krzyżackiego Winricha von Kniprode w 1352 na prawie chełmińskim. Znane jest nazwisko pierwszego osadnika – Hansa von Symonsdorfa. Po 1466 Żuławki weszły w skład województwa malborskiego – jednostki administracyjnej Prus Królewskich. W 1565 Żuławki wraz z Niedźwiedzicą i Nową Kościelnicą zostały nadane przez Zygmunta Augusta mieszczaninowi gdańskiemu Reinholdowi Krokowskiemu. Jedną z pierwszych decyzji Krokowskiego było sprowadzenie na teren swej dzierżawy mennonitów.
W końcu XVI wieku Żuławki należą do diecezji pomezańskiej. Poza kościołem katolickim odnotowano w dokumentach świątynie luterańską i mennonicką.

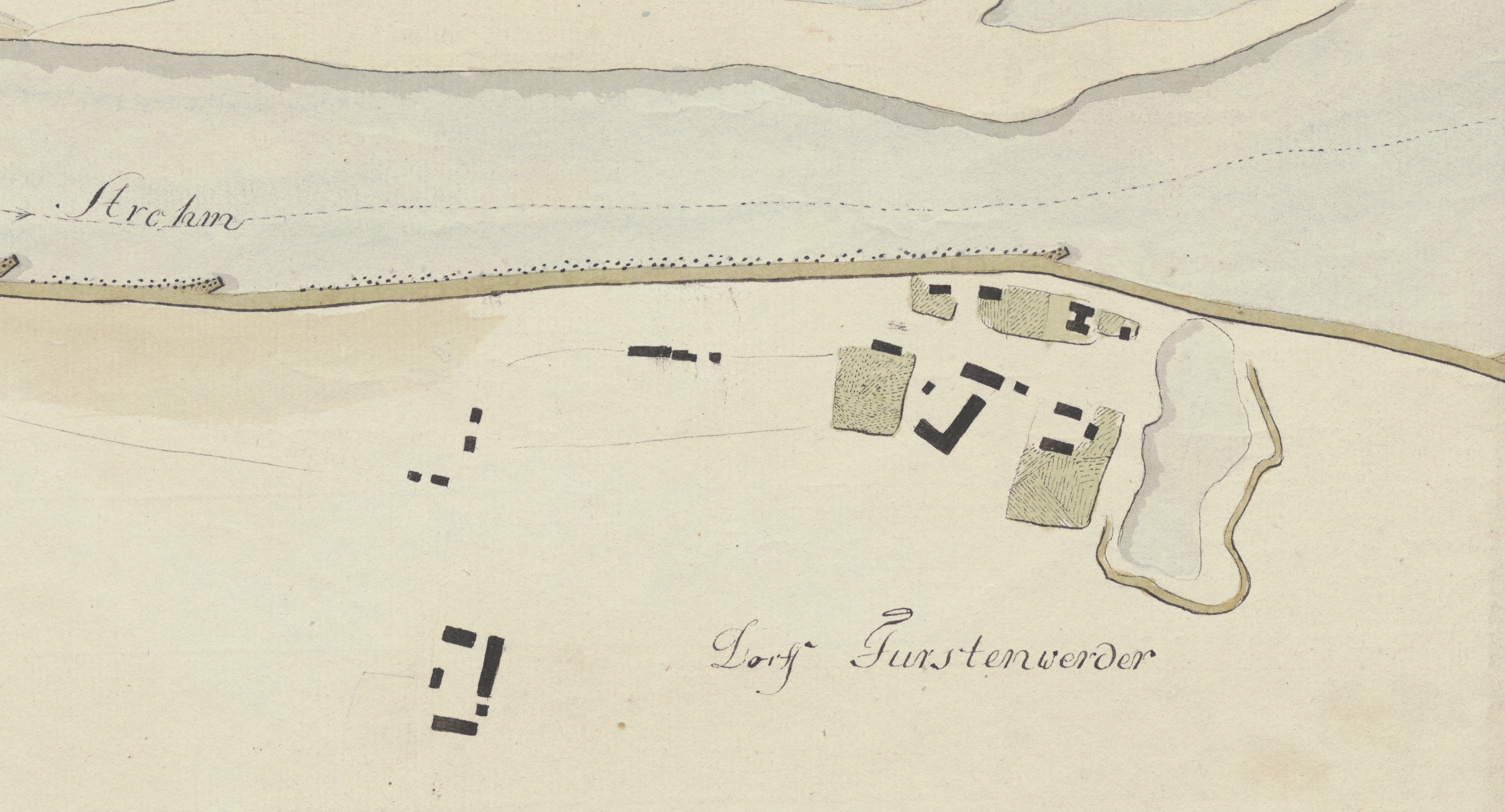
Mapa Fürstenwerder, dziś Żuławki, ok. 1795 r.

Po drugim rozbiorze Polski w 1773 r. Żuławki weszły w skład państwa Pruskiego pod prawem zwierzchnim Gdańska. Ostatnia właścicielka dzierżawy Krokowskiego, Elżbieta Luiza Rexinowa, za ustąpienie z niej otrzymała 12 000 talarów. Na początku XIX wieku wieś w wyniku nowych podziałów administracyjnych znalazła się w obrębie powiatu malborskiego w Rejencji Gdańskiej. W 1920 r. Żuławki weszły w skład administracji Wolnego Miasta Gdańska.
W czasach państwa pruskiego znacznie pogorszyła się sytuacja mennonitów. Obciążenia podatkowe oraz kary za niepoddawanie się obowiązkowej służbie wojskowej spowodowały liczna emigrację na tereny Rosji w 1853 r. Kluczową osobą w rozmowach z administracją rosyjską na temat nowego osadnictwa był sołtys Żuławek – Claas Epp. Jego dzieło dokończył urodzony w Żuławkach syn, Claas Epp Junior
W 1859 r. w Żuławkach powstała pierwsza szkoła wiejska.
Obecny kształt przestrzenny Żuławek został ustalony w XIX w. Zabudowa wsi rozciągała się na długości blisko 5 km. w 1864 r. wieś liczyła 787 mieszkańców. Budowa przekopu Wisły w latach 1889–1896 w zasadniczy sposób zmieniła jej wygląd. Zniknęła cała północna strona, za to zagęściła się część centralna. Kolejna zmiana nastąpiła w okresie międzywojennym, kiedy to zabudowano obszar po obu stronach drogi do Drewnicy. Lata wojny nie przyniosły wielu zniszczeń, a okres powojenny nie wprowadził istotnych zmian w układzie przestrzennym wsi, dzięki czemu zachował się unikalny ruralistyczny układ wsi, jak i również typowe dla Żuław drewniane budownictwo wiejskie.

## Zabytki
Do wojewódzkiego rejestru zabytków wpisany jest:
- układ ruralistyczny wsi[6]
- zespół kościoła Narodzenia NMP – neogotycka budowla 1841 r. wybudowana w miejscu rozebranego kościoła gotyckiego. We wnętrzu zachowane barokowe i klasycystyczne wyposażenie (najcenniejszy obraz z ołtarza głównego „Zwiastowanie” z 2 poł. XVII w.). Wokół kościoła znajduje się cmentarz w zabytkowymi płytami historycznymi (najstarsza z 1798 r.) oraz dwa dzwony z XVI i XIX w., oba odlane przez ludwisarzy z Gdańska.
- Kaplica i cmentarz ewangelicki powstały w latach 90. XIX w., kapliczka neogotycka, murowana z cegły[12].
- dom podcieniowy nr 6 (tzw. „Danziger Kopf” z uwagi na detale architektoniczne domu nawiązujące do zwieńczeń mebli gdańskich), jeden z najlepiej zachowanych domów podcieniowych na Żuławach. Dom z XVIII w., przebudowany w 1825 r. o czym świadczy data na belce nadproża drzwi wejściowych „Peter Epp Bauherr AK BM Anno 1825”. Dom drewniany, wzniesiony w konstrukcji wieńcowej, frontowy podcień ryglowy wsparty na 6 słupach. Zachowany układ wnętrza, wyposażenie sieni, stolarka, szafy w zabudowie, holenderskie flizy oraz fajanse z Delftu. Dom został w pełni odrestaurowany i wyposażony w historyczne meble i sprzęty (w tym meble elbląskie z XVIII w.)[14].
- dom podcieniowy nr 32/33, wzniesiony w 1797 r., przebudowany w 1851 r., świadczą o tym napisy na dekoracyjnych deskach na poddaszu „Cornelius Froese Bauherr Anno 1797” i „Jacob Dick Renovatum 1851”[12]
- dom podcieniowy nr 64 – wzniesiony w 1721 r., podcień z 1803 r. dobudowany przez Petera Loewena. Na podciągu podcienia widnieje napis „Isaac Schultz Bauherr Anno 1803, Peter Loewen Baumeister”[12].
- dom podcieniowy nr 75 – dom z 1859 r. (napis na nadprożu drzwi wejściowych „18 CC 59"), wzniesiony w konstrukcji wieńcowej, podcień na 6 drewnianych kolumnach, zachowana bogata dekoracja sznycerska szczytów[12].
- dom nr 37 – dom gburski z zespołem parkowym 1843 r. Konstrukcja wieńcowa na kamiennej podmurówce, górna kondygnacja ryglowa. Dom otoczony zabytkowymi budynkami gospodarczymi oraz parkiem ze stawem[7].

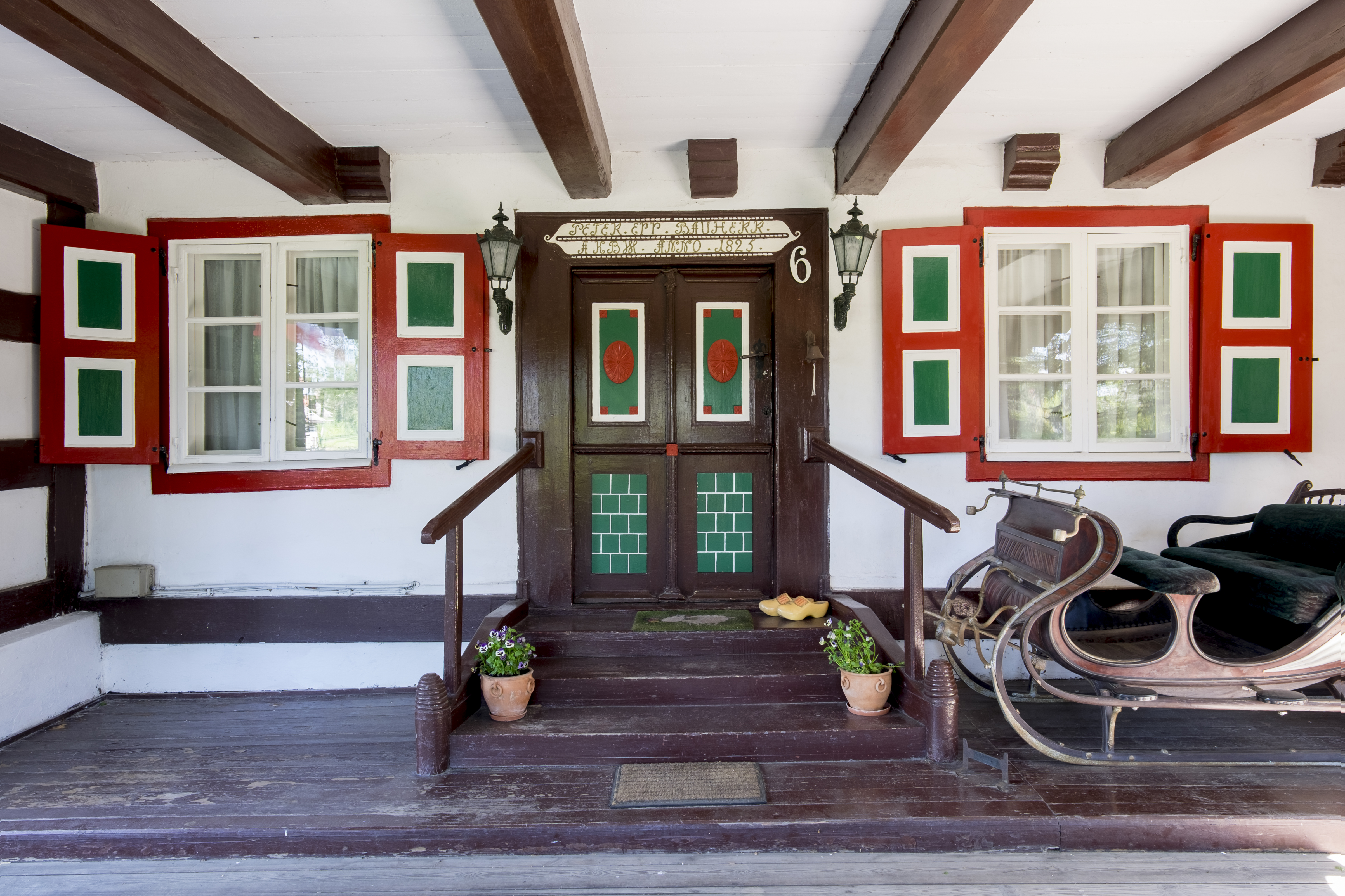
Dom podcieniowy nr 6 w Żuławakach, strefa wejściowa

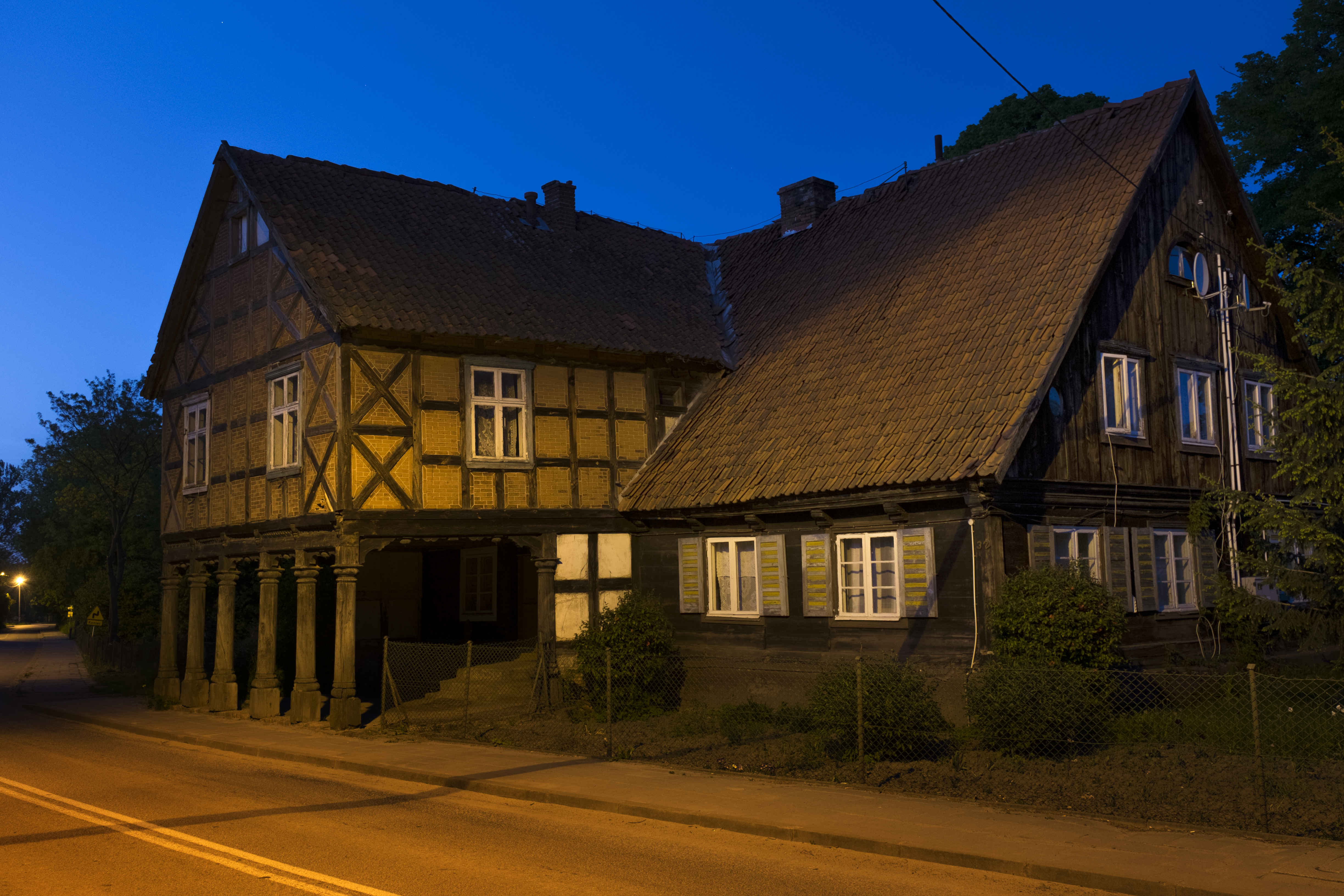
Dom podcieniowy nr 32 w Żuławkach

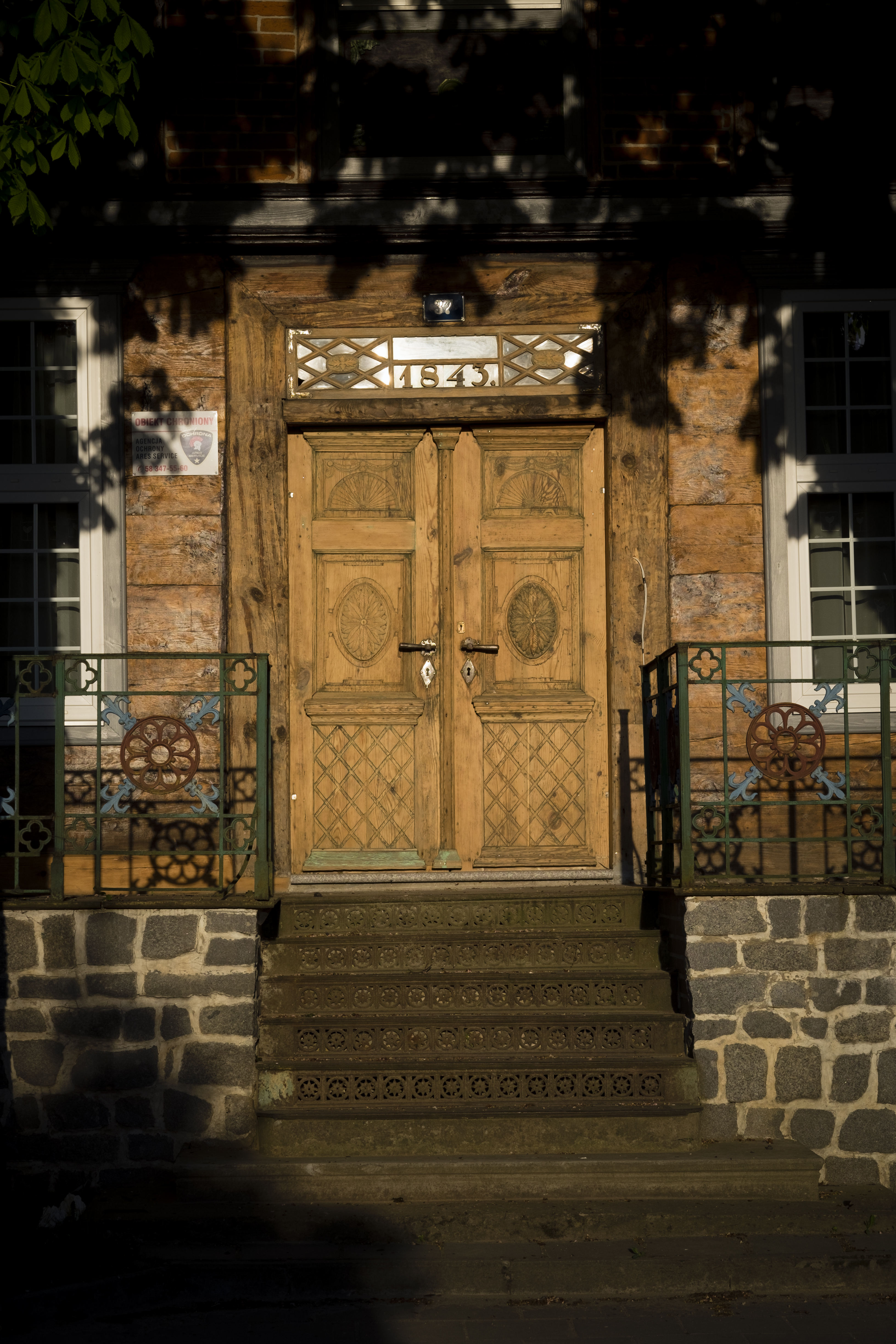
Dom gburski nr 37 w Żuławkach

## Żuławki w literaturze
Żuławki pojawiają się wielokrotnie w literaturze wspomnieniowej. Do najbardziej znanych należy „Dziennik żuławski 1878” Henricha Dycka oraz „Żuławiacy – wspomnienia osadników żuławskich”. W 2017 r. wydano książkę pt. „Ona i dom, który tańczy” Małgorzaty Oliwii Sobczak, której fabuła toczy się przede wszystkim w Żuławkach i Drewnicy. We wsi kręcono też sceny do serialu telewizyjnego z 1984 r. pt. „Pan na Żuławach”.
Inne hasła o nazwie Żuławki: Żuławka, Żuławy, Żuławy Wiślane, Żuławy Gdańskie, Wielka Żuława, Żuława, Żuławka Sztumska

## Zobacz też

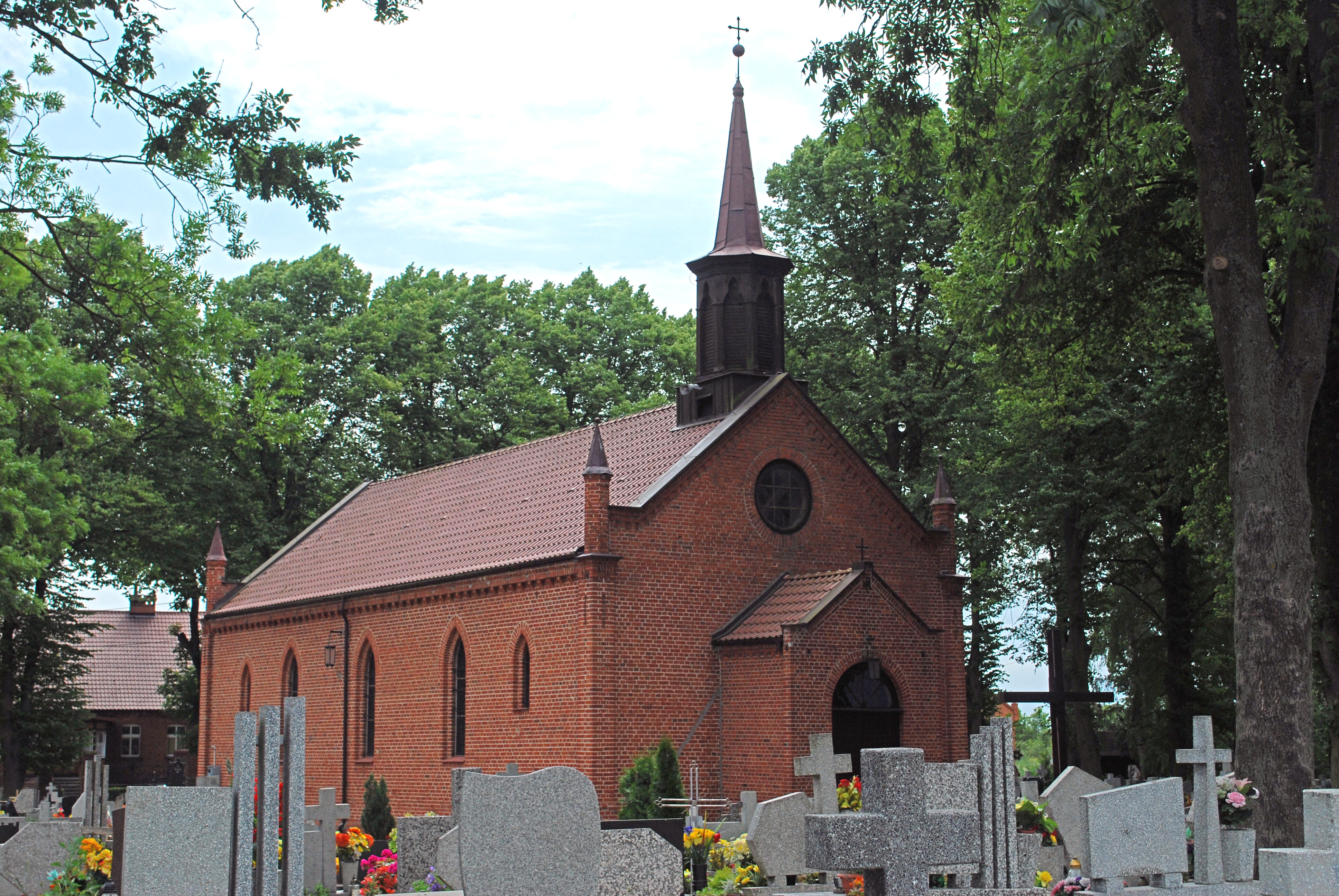
Kościół pw. NMP w Żuławkach

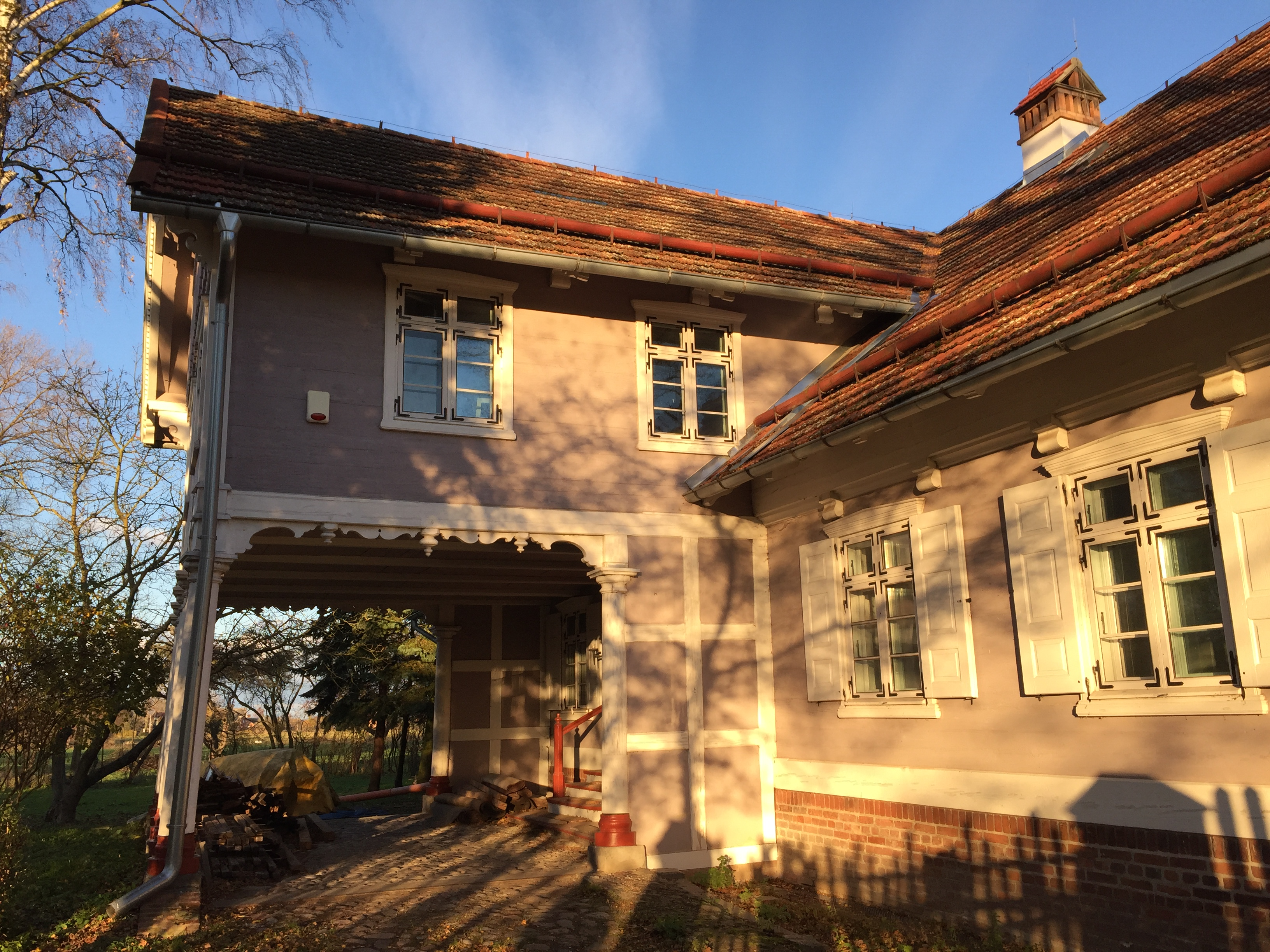
Dom podcieniowy nr 75 w Żuławkach

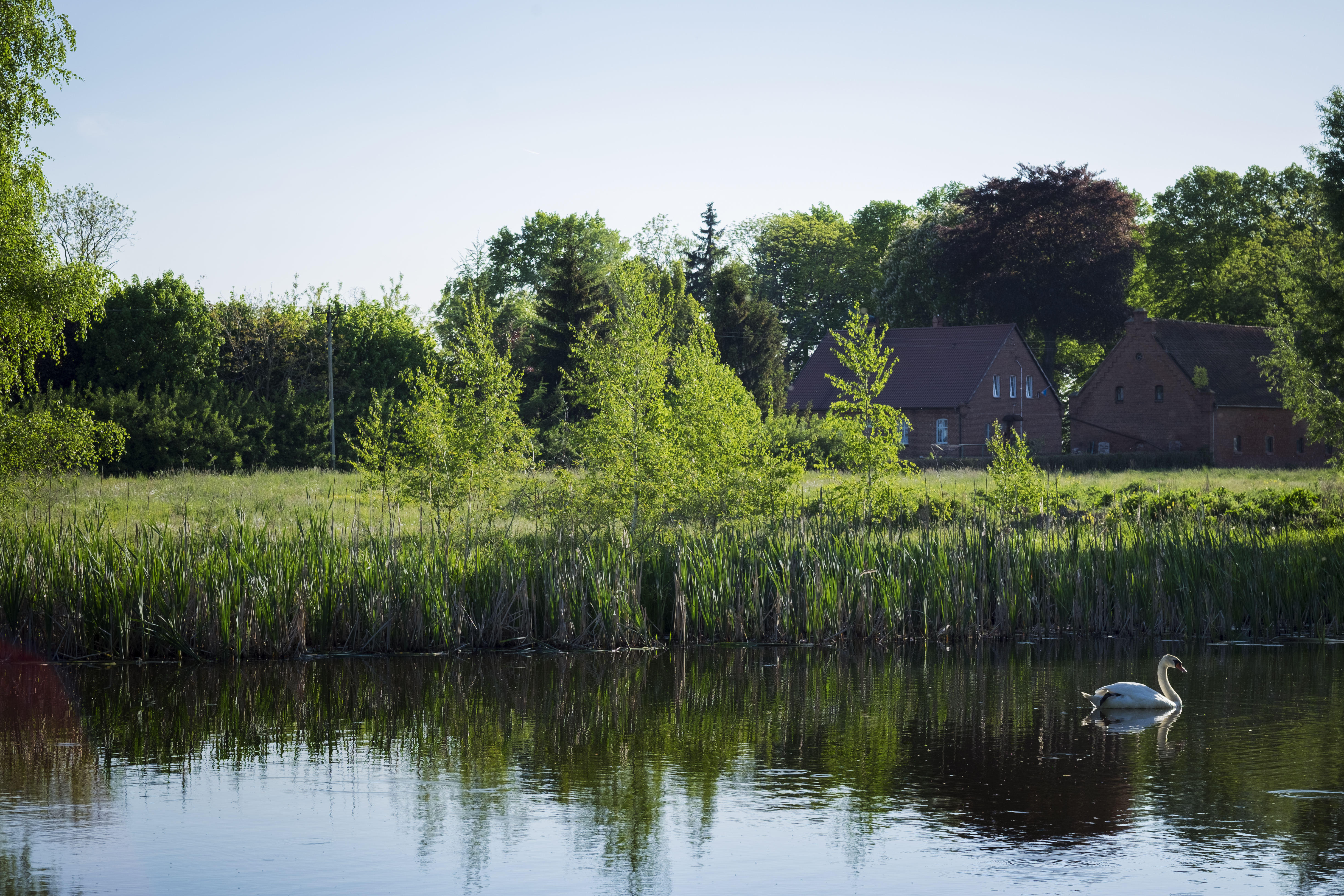
Zespół parkowy w Żuławkach